# Noville
Noville es una comuna suiza del cantón de Vaud, ubicada en el distrito de Aigle. La comuna está ubicada al extremo oriental del lago Lemán, en la desembocadura del río Ródano. Limita al norte con las comunas de Vevey, La Tour-de-Peilz, Montreux y Veytaux, al este con Villeneuve y Rennaz, al sur con Chessel, y al oeste con Port-Valais (VS).
La comuna formó parte del círculo de Villeneuve, disuelto el 31 de diciembre de 2007, con la entrada en vigor de la nueva ley de reorganización territorial del cantón de Vaud.